# .410 калибр
.410 калибр (.410 bore) — (диаметр пули 10.2-10.4мм). Считается самым маломощным ружейным патроном. Используется для спортивно-тренировочной и развлекательной стрельбы, самообороны и охоты на мелких животных.
Кроме этого, применяется в отдельных моделях крупнокалиберных револьверов, дерринджеров и в специализированных оружейных системах для выживания (например, M6 Aircrew Survival Weapon).

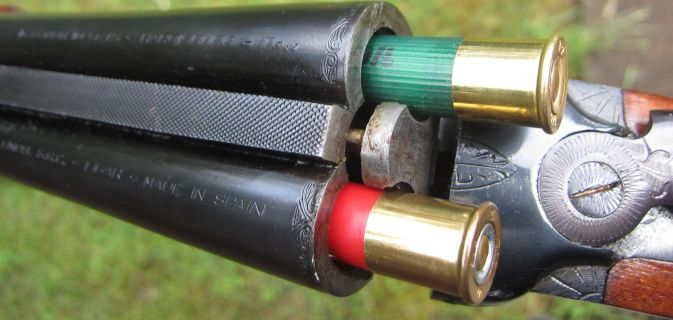
Двуствольное ружьё .410

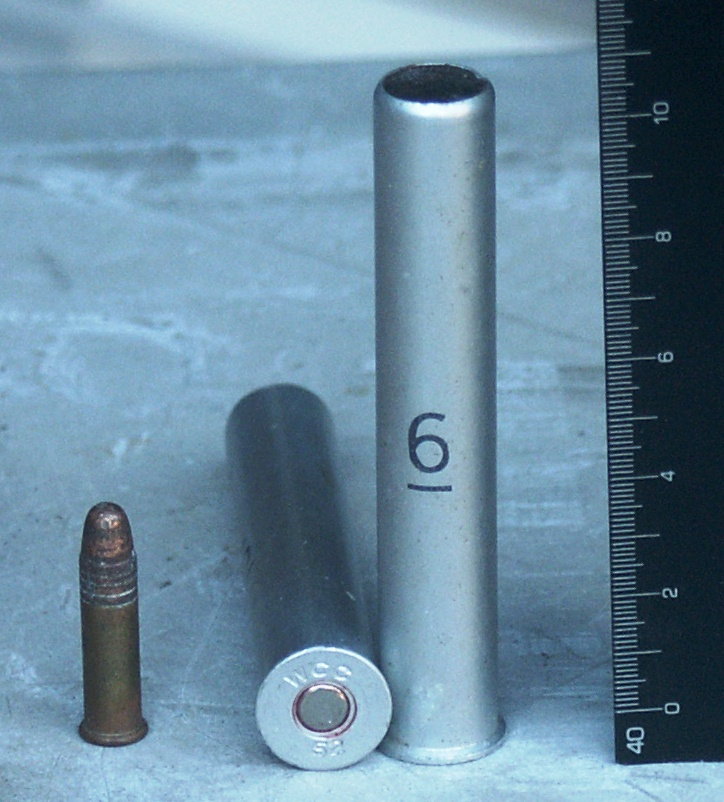
.22 LR и .410 для M6 Aircrew Survival Weapon

## Описание
К общим достоинствам этого вида боеприпасов стоит отнести низкую стоимость, умеренный вес и малую отдачу.
Патрон выпускается различными производителями, в значительном количестве вариантов снаряжения, которые значительно отличаются друг от друга по своим характеристикам и качеству.
Наибольшее распространение получили пулевые патроны (снаряжённые литой сферической пулей, пулей Фостера или пулей Бреннеке).
Выпускаются также патроны, снаряжённые картечью и патроны, снаряжённые дробью.
Кроме того, охотники и спортсмены нередко самостоятельно переснаряжают ружейные патроны.
В России особенно часто встречаются патроны «Магнум», снаряжённые сферической пулей французского производства. Из российских производителей наиболее распространены патроны производства БПЗ и Техкрим, реже встречается Азот. Патроны длиной 2,5 дюйма, выпускаемые американскими фирмами «Винчестер», «Ремингтон» и «Federal Cartridge», в основном снаряжаются пулями Фостера.
В качестве гражданского оружия самообороны ружья .410 калибра достаточно эффективны т.к. имеют энергию пули минимум в 750 джоулей если рассматривать российские образцы оружия (ружье Сайга 410к-02, патрон 410/73 магнум производства БПЗ) против 300 джоулей дульной энергии того же пистолета Макарова; и до 1200 джоулей тяжелыми пулями .410 калибра, что значительно превосходит минимальный порог энергии пули необходимой для поражения человека.

## Варианты
- .410х50.8 мм — первый вариант патрона с длиной гильзы 2 дюйма, выпускался с начала 1890-х годов
- .410х70 мм — стандартный патрон с длиной гильзы 2,5 дюйма;
- .410х76 мм «Магнум».

## Применение
- Казахстан — сертифицирован и разрешен к использованию в охотничьем огнестрельном оружии[2]
- Россия — освоение производства латунных гильз .410-го калибра на экспорт (для Ливана) началось в 1994 году на Тульском патронном заводе[3], патрон был сертифицирован в августе 1996 года[4], применяется в гражданском спортивно-охотничьем оружии, сертифицирован в качестве боеприпаса для служебного оружия, разрешён к использованию сотрудникам ведомственной охраны[5], сторожевых и военизированных подразделений вневедомственной охраны МВД РФ[6], лесной охраны[7], используется частными охранными предприятиями[8]

## Оружие использующее .410 калибр

### Дробовики
- Сайга-410
- H&R .410 Tamer
- Rossi rio grande 410/65
- МЦ255
- The Savage Model 42[9] (.22 LR/.410)
- Remington 870
- Safir T-14 (Турция)

### Револьверы/Пистолеты
- Taurus Judge (Taurus Model 4510)
- Smith & Wesson Governor[англ.]
- MIL Thunder 5[англ.]
- Big-Bore .45/.410 Home Defender[10]